# L'Astronaute (film)
Ne doit pas être confondu avec  L'Astronaute (bande dessinée).
Pour l’article homonyme, voir Astronaute.
Pour plus de détails, voir Fiche technique et Distribution.
L'Astronaute est un film français réalisé par Nicolas Giraud, sorti en 2022.

## Synopsis
Jim Desforges (Nicolas Giraud) est ingénieur en aéronautique. Il se penche sur un projet secret, son rêve depuis longtemps : il tient à construire sa propre fusée et en faire « le premier vol spatial habité amateur de l'histoire ».

## Fiche technique
Sauf indication contraire, les informations mentionnées dans cette section peuvent être confirmées par la base de données cinématographiques Unifrance,  présente dans la section « Liens externes ».
- Titre original : L'Astronaute
- Réalisation : Nicolas Giraud
- Scénario : Stéphane Cabel et Nicolas Giraud
- Musique : Superpoze
- Décors : Yann Mégard
- Costumes : Anne-Sophie Gledhill
- Photographie : Renaud Chassaing
- Son : Philippe Vandendriessche
- Montage : Loïc Lallemand
- Conseils techniques : Jean-François Clervoy
- Production : Philip Boëffard et Christophe Rossignon
- Sociétés de production : Nord-Ouest Films ; Artémis Productions et Orange Studio (coproductions)
- Sociétés de distribution : Diaphana  Distribution / Orange Studio
- Budget : 3,95 millions d'euros[3]
- Pays de production :  France
- Langue originale : français
- Format : couleur
- Genre : comédie dramatique
- Durée : 110 minutes
- Dates de sortie : 
  - France : 27 août 2022 (avant-première au festival du film francophone d'Angoulême) ; 15 février 2023 (sortie nationale)

## Distribution
- Nicolas Giraud : Jim Desforges
- Mathieu Kassovitz : Alexandre Ribbot
- Hélène Vincent : Odette Desforges, la grand-mère de Jim
- Bruno Lochet : André Lavelle
- Ayumi Roux : Izumi Sayako
- Hippolyte Girardot : M. Dominique, le supérieur de Jim chez Arianespace
- Anne Charrier : Eva Veredia, la responsable sécurité d'Arianespace
- Jean-Henri Compère : Gérard Desforges, le père de Jim
- Carole Trévoux : Sylvie Desforges, la mère de Jim
- Jérémie Renier : Muller, le capitaine de la DGSI
- Féodor Atkine : Hector Fernbach, le mathématicien

## Production

### Développement
En décembre 2020, on apprend que Nicolas Giraud est en pleine préparation de son film intitulé L'Astronaute, en tant que scénariste, réalisateur et acteur, et que Mathieu Kassovitz fait déjà partie de la distribution du film. En janvier 2021, la directrice de casting recherche deux femmes et un homme d'origine japonaise, ainsi que des figurants à Vernon (Eure), pour incarner des clients de l'aérospatiale. Le film est produit par la société Nord-Ouest Films, dont le budget s'élève à 3,95 millions d'euros, avec le soutien du Conseil régional Nouvelle-Aquitaine lui offrant 200 000 euros,.

### Attribution des rôles
En janvier 2021, on révèle la présence d'Hélène Vincent et Bruno Lochet en plein tournage. En février, Hippolyte Girardot y est également dévoilé.

### Tournage
Le tournage commence le 13 janvier 2021, dans la Haute-Vienne, dans une ferme à Condat-sur-Vienne, puis, le 15 février, dans le centre-ville de Limoges — pour se servir de la piscine et l'université, pour une durée de trois jours, et à Vernon (Eure). Il a également lieu dans les Alpes (Auvergne-Rhône-Alpes) et prend fin le 5 mars.

### Musique
La musique du film est composée par Superpoze.

## Accueil

### Festivals et sortie
L'Astronaute est présenté, le 27 août 2022, en avant-première au festival du film francophone d'Angoulême, à l'occasion des quinze ans d'Orange Studio, ainsi qu'au festival international du film de Saint-Jean-de-Luz, en octobre 2022, et au festival du film d'Arras, le 9 novembre 2022, en passant au festival de films francophones Cinemania, le 6 novembre 2022, au Canada.
Il sort le 15 février 2023 dans les salles françaises.

### Accueil critique
En France, le site Allociné donne la note de 3,5⁄5, après avoir recensé 23 critiques de presse.

### Box-office
| Pays ou région | Box-office     | Date d'arrêt du box-office | Nombre de semaines |
| -------------- | -------------- | -------------------------- | ------------------ |
| France         | 56 274 entrées | 21 mars 2023               | 5                  |